# Нове Броново
Нове Броново (пол. Nowe Bronowo) — село в Польщі, у гміні Стара Біла Плоцького повіту Мазовецького воєводства.
Населення — 127 осіб (2011).
У 1975-1998 роках село належало до Плоцького воєводства.

## Демографія
Демографічна структура станом на 31 березня 2011 року:
|          | Загалом | Допрацездатний вік | Працездатний вік | Постпрацездатний вік |
| -------- | ------- | ------------------ | ---------------- | -------------------- |
| Чоловіки | 67      | 19                 | 42               | 6                    |
| Жінки    | 60      | 18                 | 33               | 9                    |
| Разом    | 127     | 37                 | 75               | 15                   |